# Club olympique de tous les sports de Tiaret
Maillots
Le Club Olympique de Tous les Sports de Tiaret (en arabe : نادي أولمبيك كل الرياضات لتيارت), plus couramment abrégé en COTS Tiaret, est un club de football algérien féminin fondé en 1997 et basé dans la ville de Tiaret. Il évolue en première division du championnat d'Algérie.

## Histoire
Le football féminin est apparu à Tiaret dans les années 1970, précisément en 1975 où un premier club a été fondé. Ce club va participer à des tournois amicaux féminins sur tout le territoire national. Le COS Tiaret est le premier club de football algérien féminin, fondé en 1997.